# Battaglia di Hazir
La battaglia di Hazir ha avuto luogo tra l'esercito bizantino e la cavalleria d'élite dell'esercito Rashidun, la guardia mobile, nel giugno del 637, tre miglia ad est di Qinnasrin a Hazir nell'attuale Siria.